# Диани-Бич
Диани-Бич (англ. Diani Beach) — крупный пляж на побережье Индийского океана в Кении (в восточной части Африки). Расположен в 30 км к югу от Момбасы, в графстве Квале. С 2015 года пять раз подряд признавался лучшим пляжным курортом Африки.

## Туризм

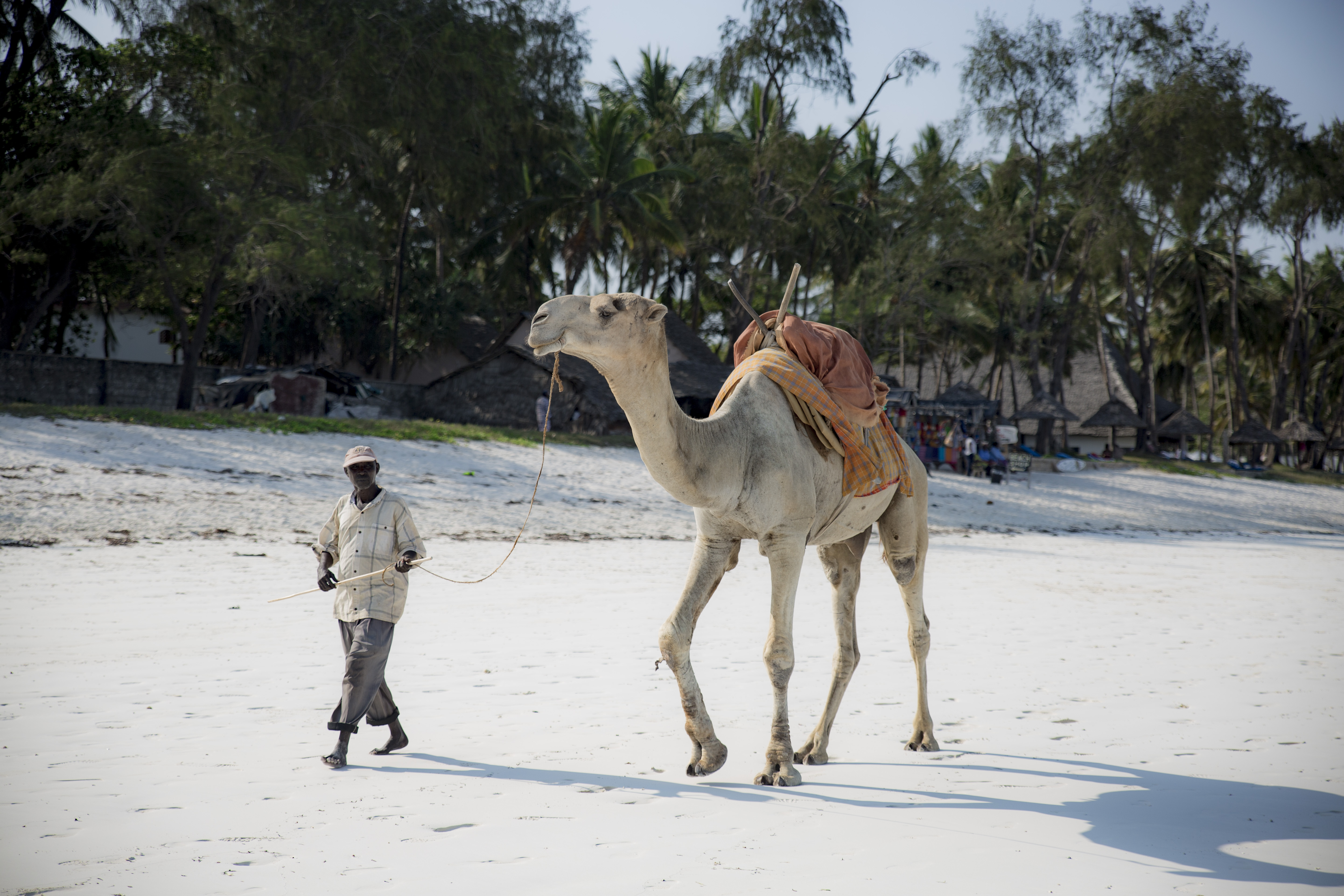
Верблюд на Диани-Бич.

Пляж имеет длину около 17 километров от реки Конго на севере и пляжа Галу на юге. Диани-Бич — один из самых известных туристических курортов Кении. Коренными жителями этого района являются диго, одна из девяти этнических общин, известных как миджикенда. В настоящее время в этом регионе проживают кенийцы разных национальностей, которые мигрировали в Диани-Бич, привлеченные ростом экономики, связанной с туризмом. Городской район Диани/Укунда с населением более 100 000 человек является одним из крупнейших на побережье Кении и является частью более крупного столичного региона Момбаса. Небольшая взлетно-посадочная полоса в аэропорте Укунда расположена между пляжной зоной и дорогой Момбаса-Лунга. Вода остается мелкой у берега, с некоторыми подводными песчаными отмелями у поверхности, которые позволяют переходить вброд. Вдали от пляжа есть обширная растительность, в том числе многочисленные пальмы, которые покрывают прибрежные районы, в отличие от сухих акаций горного кенийского нагорья. Река Мвачема впадает в море на пляже Диани-Бич.
Регион известен своими коралловыми рифами, черно-белыми обезьянами-колобусами и близко расположенным национальным заповедником Шимба-Хилс, который выходит на Индийский океан. В Диани-Бич есть рестораны, отели, супермаркеты и несколько торговых центров. Диани-Бич также является популярным местом для кайтсёрфинга, гидроциклов и сноркелинга.
Мечеть Конго XVI века расположена на северной части пляжа Диани-Бич, где река Конго впадает в океан, отделяя пляж Диани-Бич от Тиви. Это последнее сохранившееся древнее сооружение народа суахили в Диани-Бич.